# Dimargaris simplex
Dimargaris simplex är en svampart som beskrevs av B.S. Mehrotra & Baijal 1964. Dimargaris simplex ingår i släktet Dimargaris och familjen Dimargaritaceae.   Inga underarter finns listade i Catalogue of Life.